# Louteridium
Louteridium, biljni rod iz porodice primogovki smješten u podtribus Trichantherinae, dio tribusa Ruellieae, potporodica Acanthoideae. Sastoji se od 11 vrsta iz Meksika i Srednje Amerike  

## Opis
Drveće i grmovi.

## Vrste
1. Louteridium brevicalyx A.T.Richardson
2. Louteridium chartaceum Leonard; belizeanski endem
3. Louteridium costaricense Radlk. & Donn.Sm.
4. Louteridium dendropilosum T.F.Daniel
5. Louteridium donnell-smithii S.Watson; tip., Meksiko (Chiapas, Oaxaca, Veracruz); Gvatemala; Belize; Honduras
6. Louteridium koelzii Miranda & McVaugh
7. Louteridium mexicanum (Baill.) Standl.
8. Louteridium parayi Miranda
9. Louteridium purpusii Brandegee
10. Louteridium rzedowskianum T.F.Daniel
11. Louteridium tamaulipense A.T.Richardson